# Software Defined Radio
Unter Software Defined Radio (SDR)  fasst man Konzepte für  Hochfrequenz-Sender und -Empfänger zusammen, bei denen kleinere oder größere Anteile der Signalverarbeitung mit Software verwirklicht werden. Die Analogkomponente von SDR-Geräten kann ein Geradeausempfänger oder ein Überlagerungsempfänger (Superhet) sein. Vor allem Selektion und Modulation/Demodulation werden bei einem SDR mittels digitaler Signalverarbeitung (DSP) erreicht.

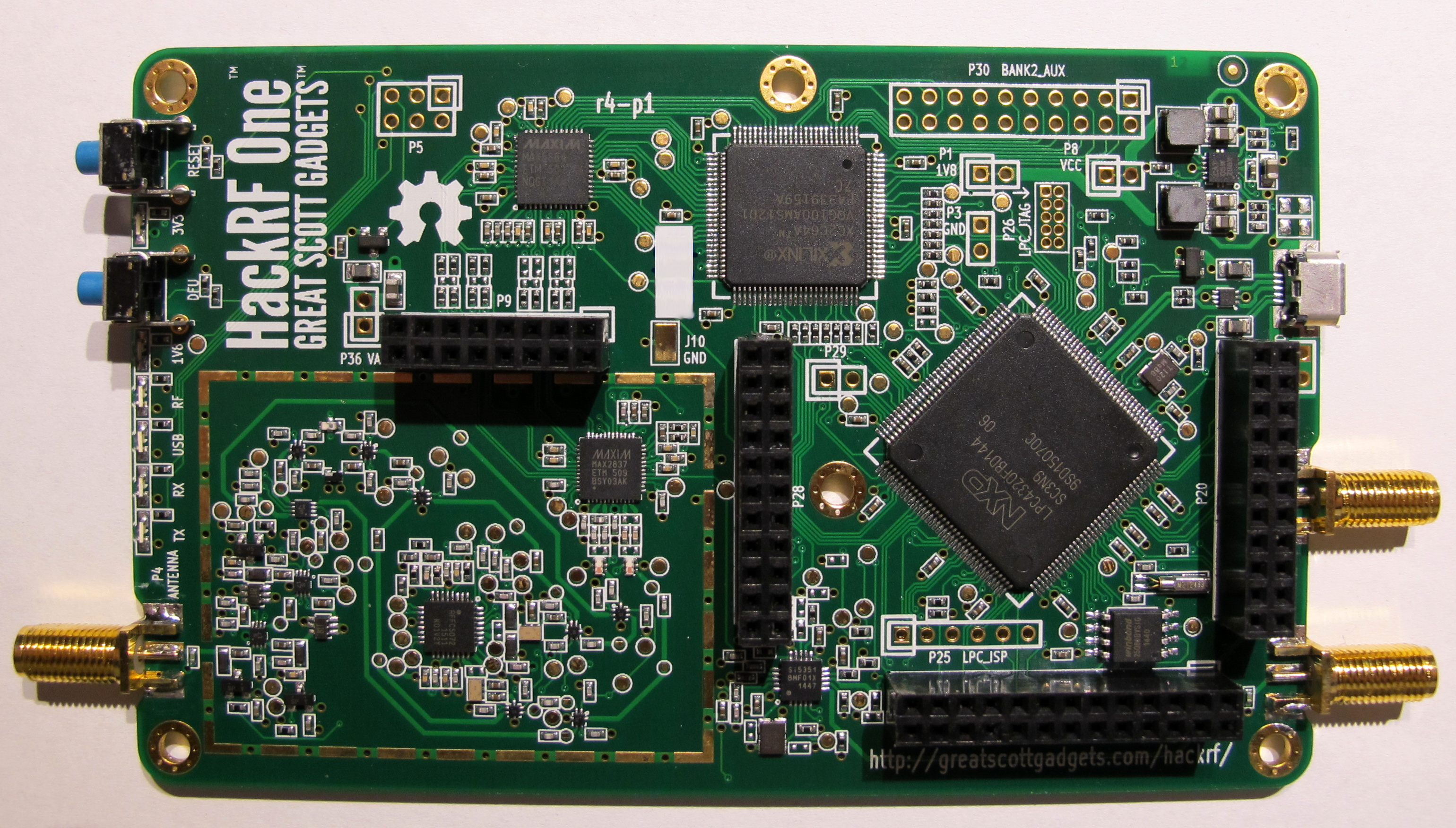
Experimentierplattform eines Software Defined Radio, verwendbar als Sender und Empfänger von 1 MHz bis 6 GHz

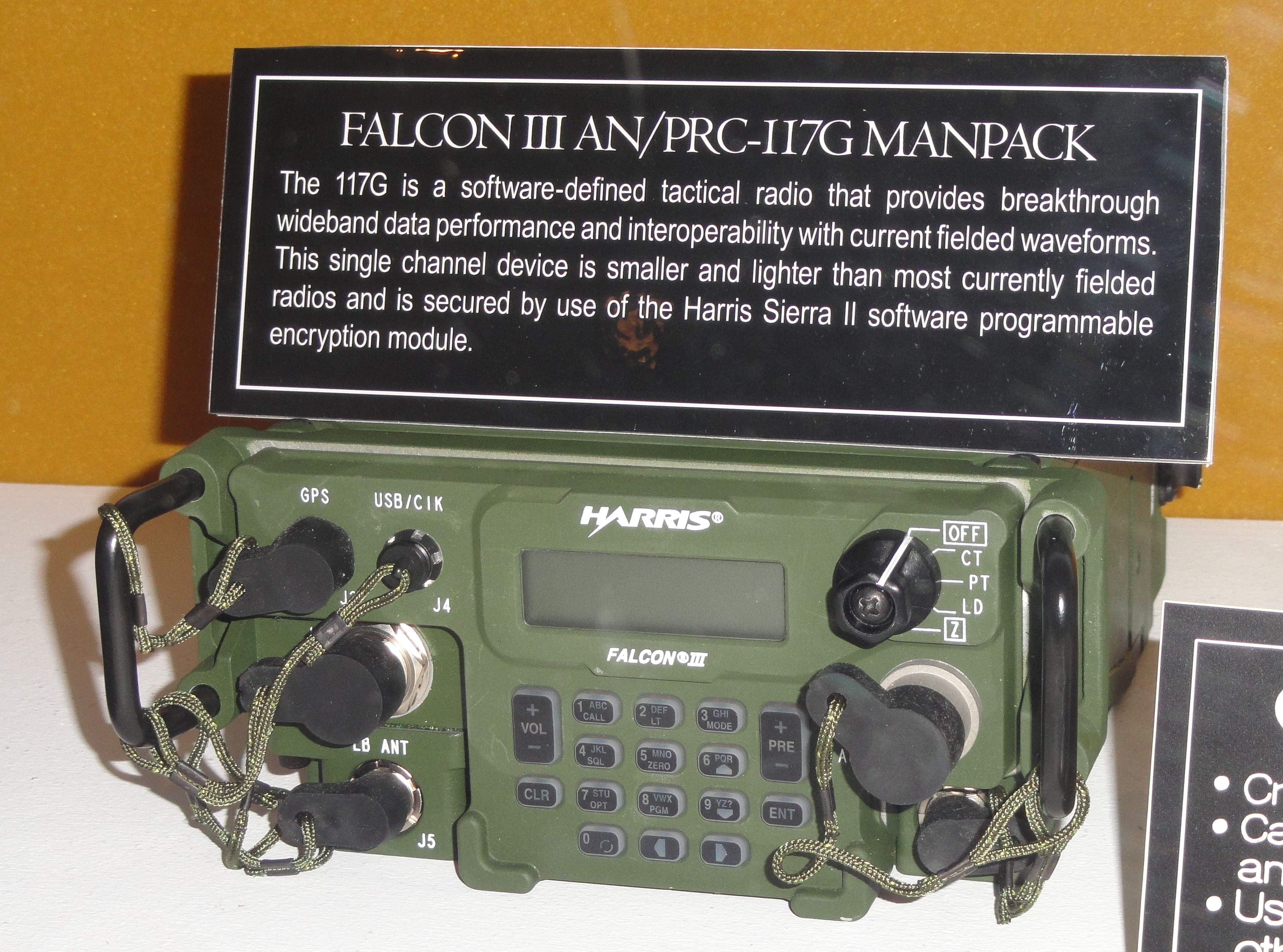
Das AN/PRC-117G ist ein Software Defined Radio des amerikanischen Herstellers Harris. Es ist besonders beim US-Militär weit verbreitet. Durch seine Eigenschaft als SDR sind verschiedenste kryptografische Verfahren möglich.

## Allgemeines

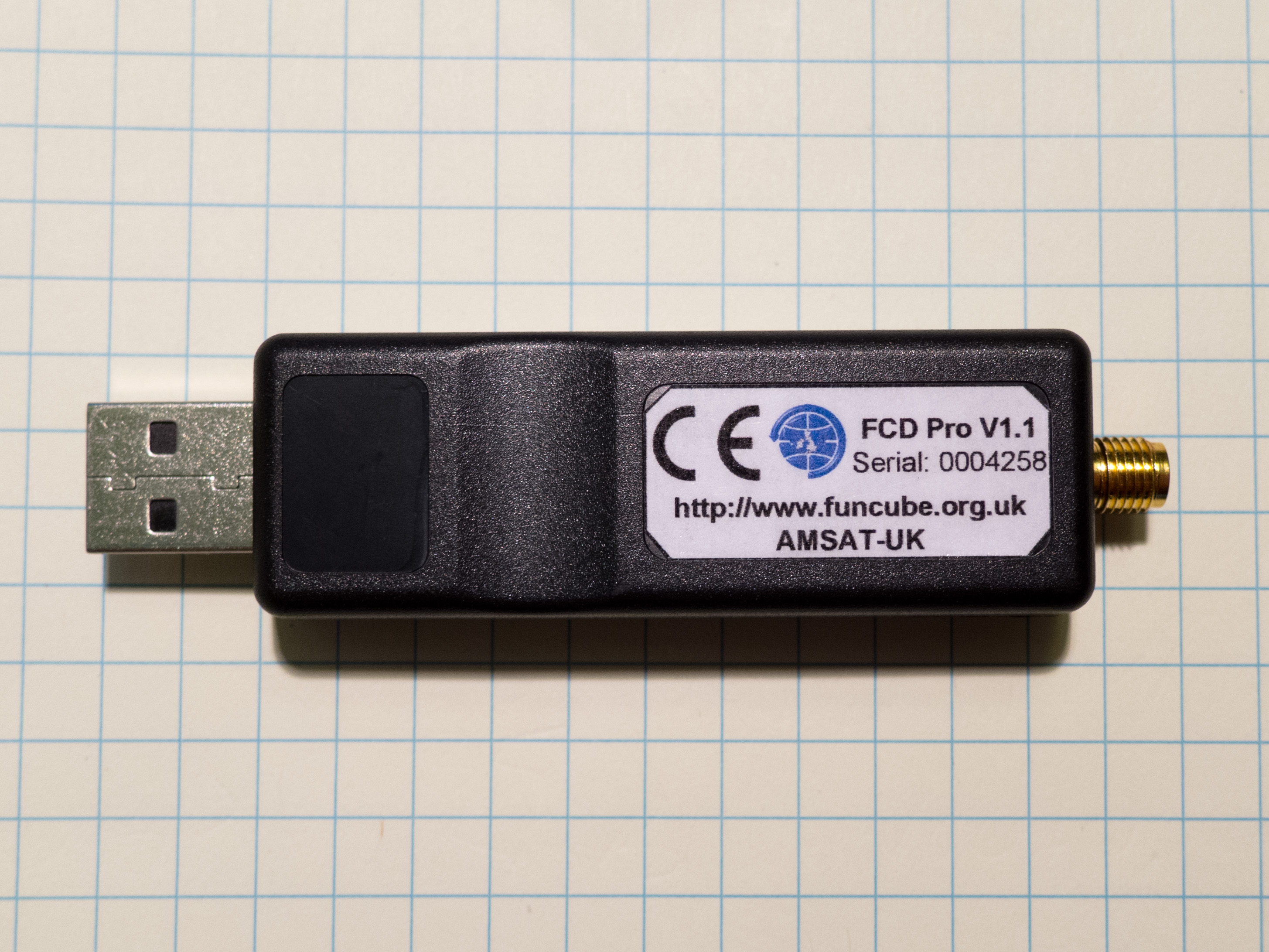
SDR-Empfänger mit Antennenbuchse in Form eines USB-Sticks

Ein SDR-System führt einen Großteil der Signalverarbeitung mit einem Universalrechner, bei Bedarf kombiniert mit dedizierter Hardware wie Signalprozessoren und/oder FPGAs, aus. Empfängerbandbreiten von üblicherweise wenigen MHz lassen sich mit Universalrechnern wie PCs verwirklichen. Moderne SDR-Systeme können, selbst mit Bandbreiten von aktuell bis zu 245 MHz, noch mit handelsüblichen Laptops und PCs betrieben werden. Noch größere Bandbreiten und komplexere Verarbeitungsalgorithmen erfordern spezielle Prozessoren wie Signalprozessoren oder FPGAs. Wesentliche Eigenschaft ist, dass sich die unterschiedlichen Parameter des Funksystems wie die Modulation, unterschiedliche Bandbreiten, zeitliches Verhalten und unterschiedliche Kanalkodierungsverfahren durch alleinige Änderung der Software implementieren lassen.
SDR findet unter anderem im Bereich des Amateurfunks, des Militärs und im Mobilfunk Anwendung, aber auch zunehmend in zivilen Anwendungsbereichen wie in digitalen Rundfunkempfängern. Hier ist die Flexibilität und Implementierung unterschiedlicher Protokollwechsel in Echtzeit von besonderem Nutzen. Ein gutes und anschauliches Beispiel ist die Realisierung der Basisstationen zellularer Netze als SDR. Diese könnten somit innerhalb kürzester Zeit kostengünstig auf neue Standards aufgerüstet werden.
Die Hardware eines SDR besteht, wie in nebenstehender Abbildung zweier unterschiedlicher Typen von SDR, zumindest aus einem Sender- und Empfängermodul, sowie jeweils einem A/D- und D/A-Umsetzer und der dazwischenliegenden, softwarebasierten digitalen Signalverarbeitung. Die Signalverarbeitung ist dabei üblicherweise komplex, im Sinne dass ein Signalpfad aus einem Paar von zwei parallel geführten reellen Zahlenfolgen besteht, welche auch als I/Q-Signal bezeichnet wird.

## Funktionsweise

Blockschaltbilder zweier SDR-Realisierungen

### Ideal
Der einfachste und ideale SDR-Empfänger würde aus einem Analog-Digital-Umsetzer mit Antenne bestehen. Die ausgelesenen Daten würden dann direkt nach der Analog-Digital-Wandlung von einem digitalen Rechner verarbeitet.
Der ideale Sender sähe ähnlich aus: Ein Rechner erzeugt einen digitalen Datenstrom über einen Digital-Analog-Umsetzer und eine nachfolgende Antenne versendet diesen.

### Funktionsprinzipien von SDRs
Heutige SDRs arbeiten nach einem von drei Funktionsprinzipien:

#### Direkte Digitalisierung des Eingangssignals
Nach einer möglichst sparsamen analogen Verarbeitung durch Filter und Vorverstärker oder Dämpfungsglieder wird das Eingangssignal direkt digitalisiert.
Nach dem Nyquist-Theorem muss das Eingangssignal zum Digitalisieren mit mindestens der doppelten maximalen Nutzfrequenz abgetastet werden, um das Signal rekonstruieren zu können. Mittlerweile gibt es A/D-Umsetzer mit Abtastfrequenzen bis zu 3,6 GSPS (Giga-Samples Per Second) bei 12 bit-Auflösung. Damit sind Empfangsbereiche bis zu 1500 MHz möglich.

#### Digitalisierung auf Zwischenfrequenzebene
Die ersten Stufen eines solchen Empfängers unterscheiden sich wenig von einem herkömmlichen Überlagerungsempfänger. Die analogen Filter werden dabei für die größte benutzte Nutzsignal-Bandbreite ausgelegt. Das reduziert nicht nur die Anforderungen an die Großsignalfestigkeit der weiteren Verarbeitung, es ermöglicht auch ein drastisches Verringern der Abtastfrequenz: Bei einer Zwischenfrequenz-Bandbreite von z. B. 10 kHz reicht eine Abtastfrequenz von gut 20 kHz (Unterabtastung).
Dieses Konzept ist mittlerweile weit verbreitet, weil ein hinreichend leistungsfähiger digitaler Signalprozessor (DSP) bedeutend billiger ist als diverse Quarzfilter mit den geforderten Bandbreiten. Zudem kann der DSP auch weitere Funktionen wie Verstärkungsregelung und Demodulation übernehmen – mit bedeutend besseren Eigenschaften und mehr Möglichkeiten als herkömmliche Analogtechnik.

#### Direktmischer nach dem I/Q-Verfahren
Direktmischempfänger ist ein Empfängerkonzept, bei dem das Eingangssignal mit einem Oszillatorsignal der gleichen Trägerfrequenz direkt gemischt und so demoduliert wird. So arbeitete schon ein Audion in den 1920er Jahren, wenn man Morsesignale empfangen wollte.
Das Problem herkömmlicher Direktmischer ist die fehlende Spiegelfrequenzunterdrückung, d. h. ein Sinussignal 1 kHz unter der Oszillatorfrequenz liefert genau das gleiche Ausgangssignal wie ein Sinussignal 1 kHz über der Oszillatorfrequenz. Dieses Problem löst ein SDR durch komplexe Signalverarbeitung, d. h. durch Rechnen mit Real- und Imaginärteil, welches auch als I/Q-Signal bezeichnet wird. Das I steht dabei für In phase und den Realteil. Q steht für Quadrature und für den Imaginärteil des Signals.
Dazu nutzt man im Eingangsteil des Direktmischer-Empfängers zwei parallele Mischstufen, deren Oszillatorsignale um 90° phasenverschoben sind. Solche Oszillatorsignale sind mit Digitaltechnik sehr einfach zu erzeugen. Die Ausgangssignale der beiden Mischer werden parallel digitalisiert und dann digital verarbeitet, wobei die Hilbert-Transformation eine zentrale Rolle spielt.
Im Endeffekt bewirkt die Hilberttransformation eine frequenzabhängige Verzögerung ohne Beeinflussung der Signalamplitude, so dass das Signal um 90° in der Phase gedreht wird. Ein 1-kHz-Signal wird also um 250 µs verzögert, ein 10-kHz-Signal um 25 µs. Am Ende stehen zwei Direktüberlagerungssignale mit 0° Phasenverschiebung und mit 90° Phasenverschiebung zur Verfügung. Durch Addieren bzw. Subtrahieren der beiden Signale kann man zwischen den beiden Seitenbändern umschalten.

### Praktisch eingesetzte SDR-Konzepte
Vor allem das Direktmischer-Konzept ist sehr weit verbreitet, weil es mit dem geringsten Elektronikaufwand auskommt. Praktisch jedes Handy ist ein Transceiver nach dem SDR-Direktmischerkonzept. Auch viele andere Funkanwendungen arbeiten so, z. B. mit dem Baustein CC1100 von Texas Instruments, der sendeseitig konventionell arbeitet, aber empfangsseitig als SDR.
Viele billige Kurzwellenradios aus aktueller chinesischer Produktion verweisen auf ihre digitale Signalverarbeitung.
Auch die aufwändigeren Konzepte wie die Digitalisierung auf Zwischenfrequenzebene oder die direkte Abtastung des Eingangssignals funktionieren nach dem I/Q-Konzept. Nur verzichtet man dort auf möglichst viel der analogen Signalverarbeitung, um die höhere Genauigkeit der digitalen Verarbeitung nutzen zu können.

## Vor- und Nachteile
Der große Vorteil von Software Defined Radios besteht in der Flexibilität und den niedrigen Kosten bei der Erweiterung auf neue oder geänderte Übertragungsstandards durch Software-Upgrades.
In der Produktion kann jedoch der Bau von speziell auf das Übertragungsverfahren zugeschnittenen Sendern und Empfängern signifikant kostengünstiger sein, so dass hier wirtschaftlich zwischen den Produktionskosten und den Kosten für künftige Erweiterungen und Neuentwicklungen abgewogen werden muss.
Ein Nachteil in der Anwendung bestand in der Anfangszeit in der benötigten Rechenleistung der eingesetzten Signalprozessoren und der damit verbundenen hohen Leistungsaufnahme.

## Anwendungsbereiche
- Mobilfunk: Mobiltelefone (seit Mitte der 1990er Jahre) wie Smartphones und Basisstationen
- Rundfunkempfangsgeräte wie beispielsweise Smart-TV
- Datenfunknetze wie beispielsweise WLAN-Module
- Militärische Kommunikationstechnik
- Amateurfunk
- Messtechnik
- Forschung

### SDR in der militärischen Kommunikation
SDR-Technik bildet die Grundlage für viele ab den 2010er Jahren entwickelten militärische Funkgeräte. Für ihr Konzept der „Vernetzten Operationsführung“(„NetOpFü“) will die Bundeswehr ein „streitkräftegemeinsamen, führungsebenenübergreifenden und interoperablen Kommunikations- und Informationsverbund“ schaffen. Airbus Defence and Space, Hagenuk Marinekommunikation, Rohde & Schwarz, Rohde & Schwarz SIT, Thales Electronic Systems und Telefunken Racom entwickeln Geräte für das System.
Das Heer beschafft seit 2017 SDR-Funkgeräte aus der SOVERON Familie von Rohde & Schwarz und seit 2019 SDR-Funkgeräte aus der E-LynX Familie von Elbit (E-LynX PNR 1000).

### SDR im Amateurfunk
In den vergangenen Jahren hat sich eine Reihe verschiedener Implementierung von Software Defined Radios etabliert. Neben kommerziellen Anwendungen (wie beispielsweise DVB-T-Sticks) finden sich auch Varianten im Amateurfunkbereich. Daneben existiert PC-basierende Software wie beispielsweise GNU Radio, welche zur Implementierung eines Software Defined Radio verwendet werden kann.

#### WebSDR und im Internet zugängliche SDR-Empfänger
Seit etwa 2005 gibt es auch SDR-Empfänger, wie den WebSDR, die im Internet frei zugänglich sind. Auch eine SDR-Variante für iOS wurde veröffentlicht. Weitere SDR-Empfänger in einer Vielzahl von Ländern, die auch den Amateurfunk empfangen, können ebenfalls über das Internet genutzt werden.

#### HPSDR

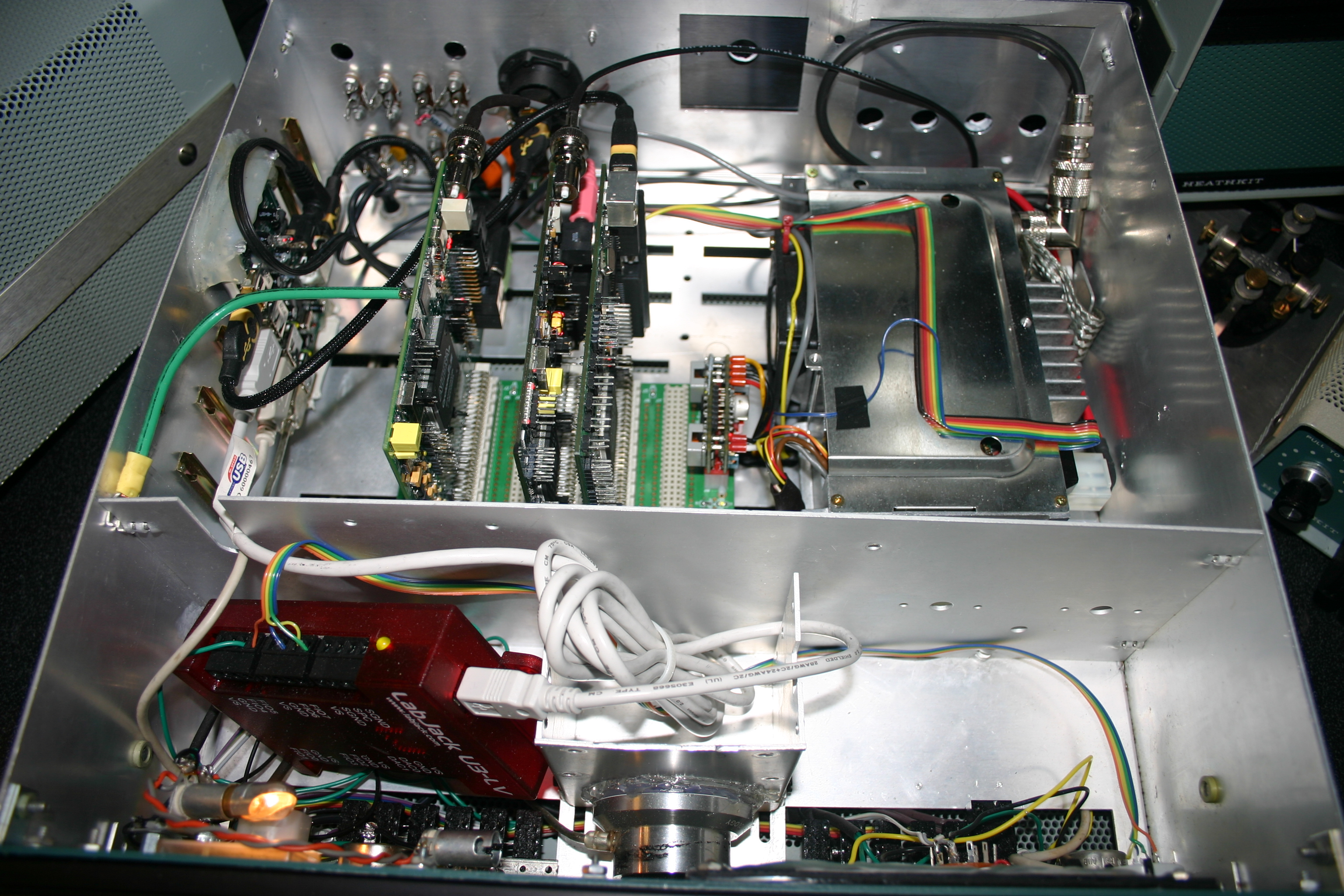
Amateurfunkgerät mit HPSDR-Baugruppen

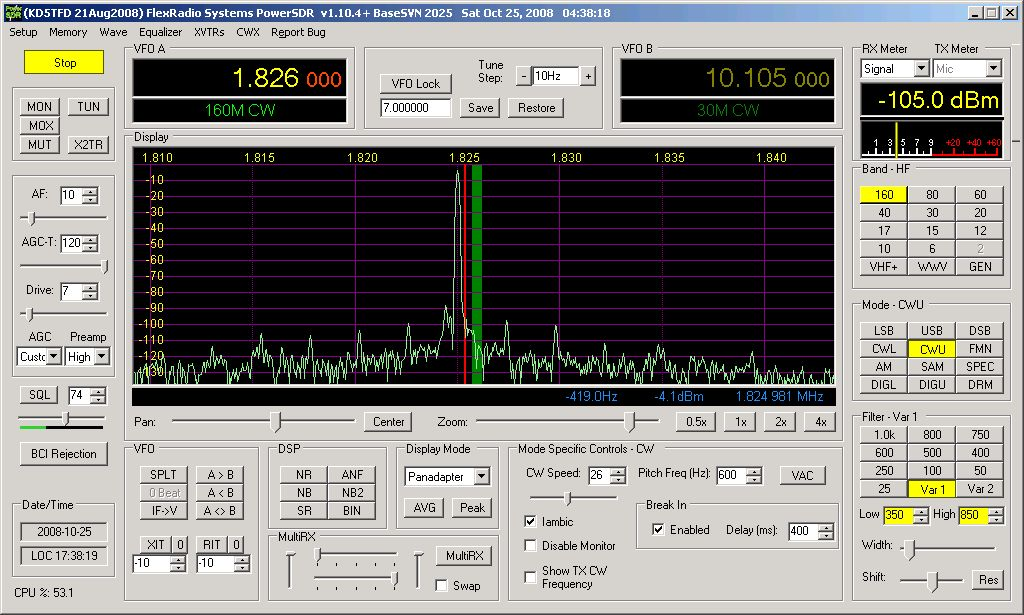
Empfänger mit Spektrum im 160-m-Band

HPSDR (High Performance Software Defined Radio) ist eine Plattform für Funkamateure zur Entwicklung modularer elektronischer Baugruppen in SDR-Technologie.
Das Projekt besteht seit 2005. Es wird Open-Source-Software und freie Hardware verwendet, die Baugruppen werden von der Tucson Amateur Packet Radio Corporation vertrieben. Im Rahmen von HPSDR werden sowohl Empfänger als auch Sendeempfänger entwickelt und dokumentiert.
HPSDR hat sich zur führenden Plattform für nichtkommerzielle SDR-Entwicklungen entwickelt. Von der Website des Projekts können Schaltpläne, Baubeschreibungen, Firmware, Quellcode und Handbücher heruntergeladen werden, zudem gibt es ein Wiki, eine Diskussionsgruppe (E-Mail-Reflector) und eine Teamspeak-Funktionalität.

### RTLSDR
Das RTLSDR-Projekt verwendet normale DAB- und DVB-T-Sticks, die auf dem verbreiteten RTL2832U-Chipsatz von Realtek basieren. Dazu muss ein alternativer Treiber installiert werden, der eine Schnittstelle für eine Reihe von Programmen bereitstellt, z. B. die Dekodierung von ADS-B zur Lokalisierung von Flugfunktranspondern. Als Software kommt beispielsweise SDR# zum Einsatz, es gibt aber auch eine SDR-basierte Implementierung von DAB. Der mit RTLSDR empfangbare Frequenzbereich unterscheidet sich stark je nach verbautem Tuner und liegt zwischen 700 kHz und 1,7 GHz
| Tuner               | Frequenzbereich    |
| ------------------- | ------------------ |
| Elonics E4000       | 64–1700 MHz        |
| Rafael Micro R820T  | 24–1850 MHz        |
| Rafael Micro R820T2 | 700 kHz – 1864 MHz |

### PC-Soundkarte
Eine PC-Soundkarte kann mit Hilfe einer geeigneten Software, zum Beispiel SpecLab, als SDR für den Längstwellenbereich verwendet werden, wobei die maximale Empfangsfrequenz die Hälfte der maximalen Samplingfrequenz beträgt (siehe Nyquist-Shannon-Abtasttheorem). Mit Hilfe einer Soundkarte, die 192 kHz samplen kann, ist es sogar möglich, die PC-Uhr exakt nach dem Zeitzeichensender DCF77 zu stellen.